# Aïn Defla

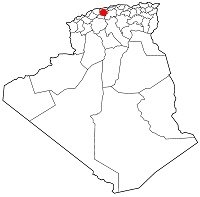
Aïn Deflas läge i Algeriet.

Aïn Defla (arabiska عين الدفلى) är en stad och kommun i norra Algeriet och är administrativ huvudort för provinsen Aïn Defla. Folkmängden i kommunen uppgick till 65 453 invånare vid folkräkningen 2008, varav 53 029 invånare bodde i själva centralorten.